# Otto Brüggemann (Kaufmann)

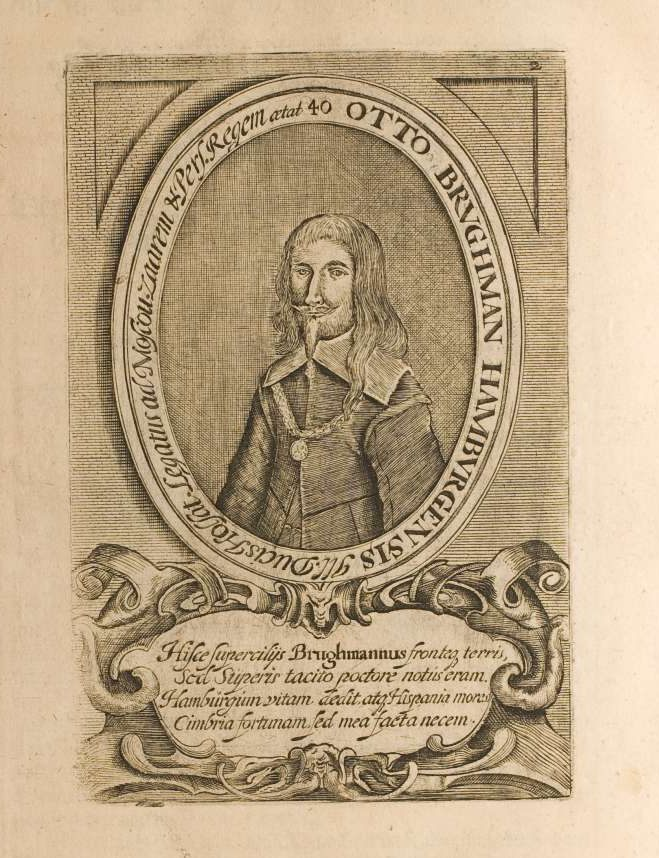
Otto Brüggemann (aus Adam Olearius, Außführliche Beschreibung Der Kundbaren Reyse Nach Muscow und Persien, 1647)

Otto Brüggemann (* 14. Februar 1600 in Hamburg; † 5. Mai 1640 in Schleswig) war ein deutscher Kaufmann.

## Leben und Wirken
Otto Brüggemann war der Sohn eines gleichnamigen Hamburger Kaufmanns und Seeschiffers und dessen Ehefrau Catharina, deren Vater ein Kaufmann war und vermutlich Steffen von Essen hieß. Zu seinen Verwandten gehörte der Revaler Ratsherr Johann Müller, der der Schwiegervater von Adam Olearius und Philipp Crusius war.
Gemäß den Aufzeichnungen von Adam Olearius verbrachte er als Jugendlicher einen längeren Zeitraum auf der Iberischen Halbinsel. Dokumentiert ist ein Aufenthalt in Porto. Da er Organisation und Arbeitsabläufe der Holländisch-Ostindischen Kompanie gut kannte, ist davon auszugehen, dass er auch in die Niederlande reiste.
1629 erwarb Brüggemann das Hamburger Bürgerrecht und wurde dabei als civis filius, Bürgersohn, und  mercator, Kaufmann, eingetragen. Er handelte zwischen der Ostsee und Spanien. Gemäß Hermann Kellenbenz nutzte er „die Verbindung von nordisch-baltischer und Westfahrt in großartig spekulativer Weise aus“. Um 1630 machte er Herzog Friedrich III. von Schleswig-Holstein-Gottorf den Vorschlag, eine neue Handelskompanie zu schaffen. Außerdem wollte er eine neue Handelsroute einrichten, die über das Kaspische Meer, die Wolga, Dwina nach Archangelsk führen sollte. Von dort sollte der Weg um Skandinavien herum weiter nach Friedrichstadt verlaufen. Brüggemann plante, somit niederländischen Händlern Marktanteile am Handel mit Seide aus Persien und Produkten aus Indien abnehmen zu können.
1632 reiste Brüggemann nach Russland und führte in Moskau erste Verhandlungen über einen Durchzug des Landes. Da sich auch die Schweden für die Handelsroute interessierten, änderte Brüggemann deren Verlauf: die Produkte sollten nun von der Wolga nicht zum Weißen Meer, sondern durch schwedische Provinzen im Baltikum führen. Danach sollten die Waren die Ostsee passieren und in Kiel angelandet werden.
Brüggemann reiste Anfang 1633 gemeinsam mit Crusius nach Halle. Beide verhandelten hier mit Axel Oxenstierna die schwedische Mitwirkung in der Handelskompanie und den Routenverlauf durch das Baltikum. Mit dem dort vereinbarten Vertrag gingen sie im Juni desselben Jahres nach Stockholm. Hier baten sie den Reichsrat um eine Billigung der Übereinkunft. Im November 1633 führten Brüggemann und Crusius eine Delegation nach Moskau, die mit dem Zaren erfolgreich einen Handelsvertrag vereinbarte.
Im Oktober 1635 brachen Brüggemann und Crusius mit zahlreichen Begleitern zu einer großen Reise auf, die fast vier Jahre dauerte. Sie besuchten zunächst Moskau und fuhren über die Wolga und das Kaspische Meer nach Isfahan. Hier verhandelten sie erfolglos mit den Safawiden. Um das völlige Scheitern seiner Bemühungen abzuwenden, erarbeitete Brüggemann neue Pläne. So schlug er vor, dass die Russen persische Provinzen annektieren sollten, in denen Seide produziert wurde. Darüber hinaus sollte ein Zusammenschluss mit Polen angestrebt werden und der Stapelplatz nicht mehr in Gottorfer Gebiet, sondern in Danzig liegen.
Im August 1639 kam die Reisegruppe zurück in ihre Heimat. Brüggemann kam in Haft und musste sich in einem längeren Gerichtsprozess verteidigen. Er habe seine Vollmachten überschritten, bei Rechnungen betrogen, seine Kollegen hintergangen, Unzucht getrieben und weitere Straftaten begangen, so die Anklage. Dies führte zu einem Todesurteil und Brüggemanns Hinrichtung durch das Schwert.

## Historische Einordnung
Brüggemann führte die Verhandlungen offiziell als zweiter Gesandter hinter Crusius. Tatsächlich hatte er selbst den Plan geschaffen und kannte ihn als Einziger vollständig. Als designierter Präsident der Kompanie beherrschte er deren Geschäfte. Er trat eher als Condottiere und weniger als Diplomat auf. Gemäß Adam Olearius und Johann Albrecht von Mandelsloh agierte er während der Reise jähzornig, unbeherrscht und ungerecht. Dadurch erhöhte er für seine Begleiter die Strapazen der Reise.
Da der Gottorfer Staat nicht ausreichend finanzstark war und Schweden und Russland hohe Zollablösungen forderten, wäre die Umsetzung von Brüggemanns Plänen wenig wahrscheinlich gewesen. Er selbst hatte scheinbar wenig Bedenken und selbst einen Anteil daran, dass das Vorhaben nicht umgesetzt werden konnte. Er trat energisch und großspurig auf, womit er in Russland Erfolg hatte. In Persien dagegen schuf er sich so ausschließlich Gegner. Außerdem schätzte er mehrere Fakten falsch ein.
Brüggemann hatte dem Schah das fiktive Angebot unterbreitet, zusammen mit weiteren europäischen Ländern gegen die Türkei zu kämpfen. Daraufhin reiste ein Gesandter des Schahs nach Gottorf. Dieses eigenmächtige Vorgehen wurde als wesentliches Argument während des Prozesses gegen ihn angeführt. Es bleibt unklar, ob die anderen Anklagepunkte ebenfalls zutrafen, was jedoch wahrscheinlich ist.